# Алашеєвка
Алаше́євка (рос. Алашеевка, ерз. Алашеевка) — село у складі Атяшевського району Мордовії, Росія. Входить до складу Атяшевського сільського поселення.

## Населення
Населення — 273 особи (2010; 345 у 2002).
Національний склад (станом на 2002 рік):
- росіяни — 90 %